# Dexippus
Dexippus là một chi nhện trong họ Salticidae.